# هوراشيو نيلسون
نائب الأميرال هوراشيو نيلسون، الفيكونت الأول في عائلة نيلسون، دوق برونتي الأول الحائز على وسام باث (29 سبتمبر 1758 – 21 أكتوبر 1805)، ضابط العلم البريطاني في البحرية الملكية. اشتهر بقيادته الملهمة، وفهمه للإستراتيجيات والتكتيكات غير التقليدية، والتي أسفرت معًا عن عدد من الانتصارات البحرية البريطانية الحاسمة، ولا سيما أثناء الحروب النابليونية. أصيب في معركة، وفقد البصر في عين واحدة في كورسيكا عندما كان عمره 36، ومعظم ذراعه في محاولة فاشلة لغزو سانتا كروز دي تينيريفي عندما كان عمره 40 عامًا. قُتل عند انتصاره في معركة طرف الغار في عام 1805. وُلد نيلسون في عائلة ميسورة بشكل معتدل في نورفك وانضم إلى البحرية متأثرًا بعمه، موريس سكلينج، وهو ضابط بحري رفيع المستوى. ترقى بسرعة في الرتب وخدم مع قادة البحرية البارزين في تلك الفترة قبل أن يحصل على قيادته الخاصة وهو في سن 20 عامًا في عام 1778. اكتسب شهرة خلال خدمته بسبب شجاعته الشخصية وفهمه القوي للتكتيكات، لكنه عانى من فترات من المرض والبطالة بعد نهاية حرب الاستقلال الأمريكية. سمح اندلاع الحروب الثورية الفرنسية لنيلسون بالعودة إلى الخدمة، حيث كان نشطًا بشكل خاص في البحر المتوسط. حارب في عدة ارتباطات طفيفة قبالة تولون وكان له دور مهم في الإستيلاء على كورسيكا والواجبات الدبلوماسية اللاحقة مع الولايات الإيطالية. في عام 1797، أبرز نفسه أثناء توليه منصب قائد الفرقاطة الملكية (إتش إم إس كابتن) في معركة كيب سانت فنسنت.
شارك نيلسون في معركة سانتا كروز دي تينيريفي بعد وقت قصير من معركته السابقة، حيث هُزمت الحملة وأُصيب بجروح بالغة، وفقد ذراعه الأيمن، واضطر إلى العودة إلى إنجلترا للتعافي. وفي العام التالي، حقق فوزًا حاسمًا على الفرنسيين في معركة النيل وبقي في البحر المتوسط لدعم مملكة نابولي ضد الغزو الفرنسي. أُرسل في عام 1801 إلى البلطيق وحصد انتصارًا آخرًا، وهذه المرة على الدنماركيين في معركة كوبنهاغن. أمر بعد ذلك بمحاصرة الأسطولين الفرنسي والإسباني في تولون، وطاردهما بعد هروبهما إلى جزر الهند الغربية إلا أنه عاد بعد فشله في إحضارهم إلى المعركة. تولى حصار قادس في عام 1805 بعد عودته إلى إنجلترا بفترة قصيرة. في 21 أكتوبر 1805، خرج الأسطول الفرنسي-الإسباني من الميناء، وقام أسطول نيلسون بإشراكهم في معركة طرف الغار. كانت المعركة أعظم انتصار للبحرية في بريطانيا، ولكن أصيب نيلسون بجروح قاتلة على يد قناص فرنسي خلال المعركة. أُعيد جثمانه إلى إنجلترا حيث مُنح جنازة رسمية.
ضمنت وفاة نيلسون في معركة طرف الغار مكانته كأحد أكثر الشخصيات بطوليةً في بريطانيا. أدّت أهمية النصر ووفاته خلال المعركة إلى بروز شعار «تتوقع إنجلترا أن يقوم كل رجل بواجبه». أُنشئ العديد من المعالم الأثرية لإحياء ذكراه، بما في ذلك عمود نيلسون في ميدان طرف الغار في لندن، ونصب نيلسون التذكاري في إدنبرة، وما يزال إرثه مؤثرًا للغاية.

## مهنة البحرية المبكرة
كُلفت فرقاطة إتش إم إس ريزنابل بمهمات خلال فترة التوتر مع إسبانيا، ولكن بعد مرور هذا الوقت العصيب، نُقل سكلينج إلى سفينة الحراسة إس إم إس ترايمف، ونُقل نيلسون للعمل على متن سفينة ويست انديامين ماري آن التابعة لشركة الملاحة التجارية هيبرت، بوريير، وهورتون من أجل اكتساب الخبرة في البحر؛ أبحر من ميداوي، كينت، في 25 يوليو من عام 1771، إلى جامايكا وتوباغو، وعاد إلى بليموث في 7 يوليو من عام 1772. عبر المحيط الأطلسي مرتين، قبل أن يعود للعمل لدى عمه كقائد لمركب سكلينج الطويل، الذي كان ينقل الرجال والبرقيات من الشاطئ وإليه. علم نيلسون بعد ذلك ببعثة استكشافية مخططة تحت قيادة قسطنطين فيبس، تهدف إلى مسح ممر في القطب الشمالي يؤمل أن يُوصل من خلاله إلى الهند: الممر الشمالي الشرقي الأسطوري. رتب سكلينج لانضمام نيلسون -بناءً على رغبته- إلى البعثة كمسؤول عن القارب مع القائد لوتويدج على متن سفينة القنابل المحولة إتش إم إس كاركاس. وصلت البعثة حتى بُعد عشر درجات من القطب الشمالي، ولكنها لم تكن قادرة على العثور على طريق عبر الطوف الجليدي الكثيف، فاضطرت إلى العودة نحو الخلف. بحلول عام 1800، بدأ لوتويدج في نشر قصة مفادها أنه بينما كانت السفينة محاصرة في الجليد، رأى نيلسون دبًا قطبيًا ولاحقه، قبل أن يُطلب منه العودة إلى السفينة. أفادت نسخة لوتويدج اللاحقة في عام 1809، قيام نيلسون ورفيقه بمطاردة الدب، لكن عندما سئل نيلسون عن السبب، أجابَ؛ «أتمنى يا سيدي أن أحصل على الجلد لوالدي».
عاد نيلسون لفترة وجيزة إلى ترايمف بعد عودة البعثة إلى بريطانيا في سبتمبر من عام 1773. رتب سكلينج لنقله إلى فرقاطة إتش إم إس سيهورس وهي واحدة من سفينتين كانتا على وشك الإبحار إلى جزر الهند الشرقية.
أبحر نيلسون إلى جزر الهند الشرقية في 19 نوفمبر من عام 1773 ووصل إلى الموقع البريطاني في ميدراس في 25 مايو من عام 1774. قضى نيلسون وفرقاطته سيهورس مع التجار المرافقين للفرقاطة بقية العام في رحلة بحرية قبالة الساحل. كان الأسطول البريطاني يعمل لدعم شركة الهند الشرقية مع اندلاع الحرب الإنجليزية المارثاية الأولى، وأُرسلت فرقاطة سيهورس في أوائل عام 1775 لنقل شحنة من أموال الشركة إلى مومباي. هاجم عضوان من كتائب حيدر علي الفرقاطة في 19 فبراير من نفس العام، ما أدى إلى إبحارها بعيدًا بعد تبادل قصير لإطلاق النار. كانت هذه تجربة نيلسون الحربية الأولى.
قضى بقية العام مرافقًا للقوافل، واصل خلالها تطوير مهاراته في الملاحة والتعامل مع السفن. في أوائل عام 1776، أصيب نيلسون بالملاريا وأصيب بمرض خطير. سُرح من سيهورس في 14 مارس، وعاد إلى إنجلترا على متن إتش إم إس دولفين. قضى نيلسون رحلة استغرقت ستة أشهر يتعافى وكاد أن يتعافى بحلول الوقت الذي وصل فيه إلى بريطانيا في سبتمبر من عام 1776. وارتقى سكلينج الذي يرعاه إلى منصب مراقب البحرية في عام 1775، واستخدم نفوذه لمساعدة نيلسون في الترفع ونيل المزيد من الترقية. عُيّن نيلسون ملازمًا على متن السفينة إتش إم إس ووستر، التي كانت على وشك الإبحار إلى جبل طارق.

## معرض صور

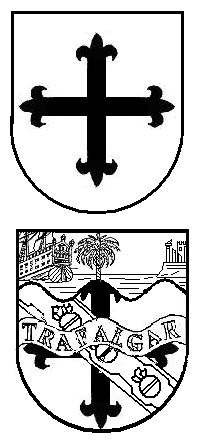
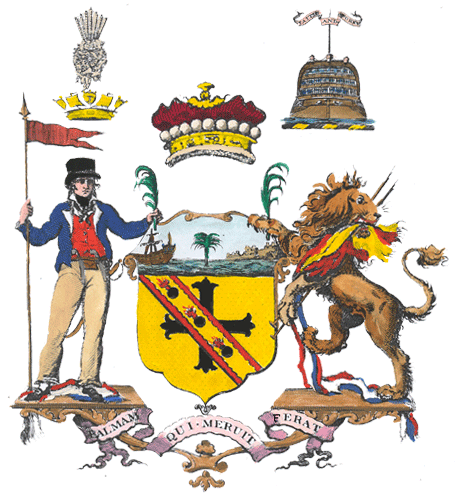

## وصلات خارجية
- هوراشيو نيلسون على موقع الموسوعة البريطانية (الإنجليزية)
- هوراشيو نيلسون على موقع إن إن دي بي (الإنجليزية)
- (فيديو) هوراتيو نيلسون من قناة الجزيرة الوثائقية. على يوتيوب